# Valdepeñas de Jaén
Valdepeñas de Jaén – gmina w Hiszpanii, w prowincji Jaén, w Andaluzji, o powierzchni 183,8 km². W 2011 roku gmina liczyła 4096 mieszkańców.